# Linksys
Linksys Holdings, Inc. es una marca estadounidense de productos para redes de datos que vende principalmente a usuarios domésticos y a pequeñas empresas,  Los productos de Linksys incluyen routers inalámbricos, sistemas Wi-Fi en malla, extensores Wifi, puntos de acceso, y conmutadores de red. Tiene su sede en Irvine, California.
Cisco anunció en enero de 2013 que vendería su división de redes para el hogar y Linksys a Belkin, Con lo que Belkin tendría 30% del mercado de router. Belkin se comprometió a seguir dando soporte técnico y ofrecer garantías para los productos Linksys existentes. La venta se completó el 15 de marzo.

## Historia
Linksys se fundó en 1988 en un garaje en Irvine, California por Janie y Victor Tsao, inmigrantes procedentes de Taiwán. Ellos tenían un segundo empleo como consultores especializados en relaciones entre proveedores estadounidenses de tecnología y fabricantes de Taiwán. Los primeros productos de la empresa fueron equipos que permitían compartir una impresora en varios ordenadores. De esto se expandió a hubs (concentradores) Ethernet, tarjetas de red, y cables. En 1994, había crecido a 55 empleados con ingresos anuales de 6.5 millones de dólares.
La empresa recibió un importante impulso en 1995, cuando Microsoft lanzó Windows 95 con soporte para redes. Esto amplió el mercado para sus productos. Linksys estableció sus primeros canales minoristas en EE. UU. con Fry's Electronics (1995) y Best Buy (1996). En 1999, la compañía anunció la primera tarjeta PCMCIA Fast Ethernet para ordenadores portátiles. En 2000, la empresa presentó el primer router de 8 puertos con SNMP y QoS, y en 2001 había vendido un millón de routers cable/ADSL. En 2003, cuando la compañía fue adquirida por Cisco, tenía 305 empleados y unos ingresos de más de 500 millones de dólares.
Desde la adquisición de Linksys, Cisco ha seguido invirtiendo para ampliar la línea de productos de la compañía. En abril de 2005, Cisco Systems adquirió el fabricante de VoIP Sipura Technology y lo convirtió en parte de su división Linksys. Durante un tiempo, los productos VoIP basados en la tecnología de Sipura se ofrecieron bajo la marca Linksys Voice System (ahora son vendidos por Cisco como parte de Linksys Business Series). En julio de 2008, Cisco adquirió la compañía Pure Networks, un proveedor de software para redes locales. Pure Networks había proporcionado las herramientas y la infraestructura de software utilizada para crear el Linksys Easy Link Advisor. Pure Networks se integró en Linksys manteniendo los empleados.

Logotipo utilizado de 2013 a 2022.

El 24 de enero de 2013 Belkin International y Cisco Systems, hacen oficial los rumores de que Cisco Systems buscaba vender la línea de Linksys.
En 2018, Belkin y sus filiales, incluida Linksys, fueron adquiridas por Foxconn, una multinacional taiwanesa de electrónica y el mayor proveedor de servicios de fabricación de productos electrónicos, por $866 millones de dólares.

## Productos

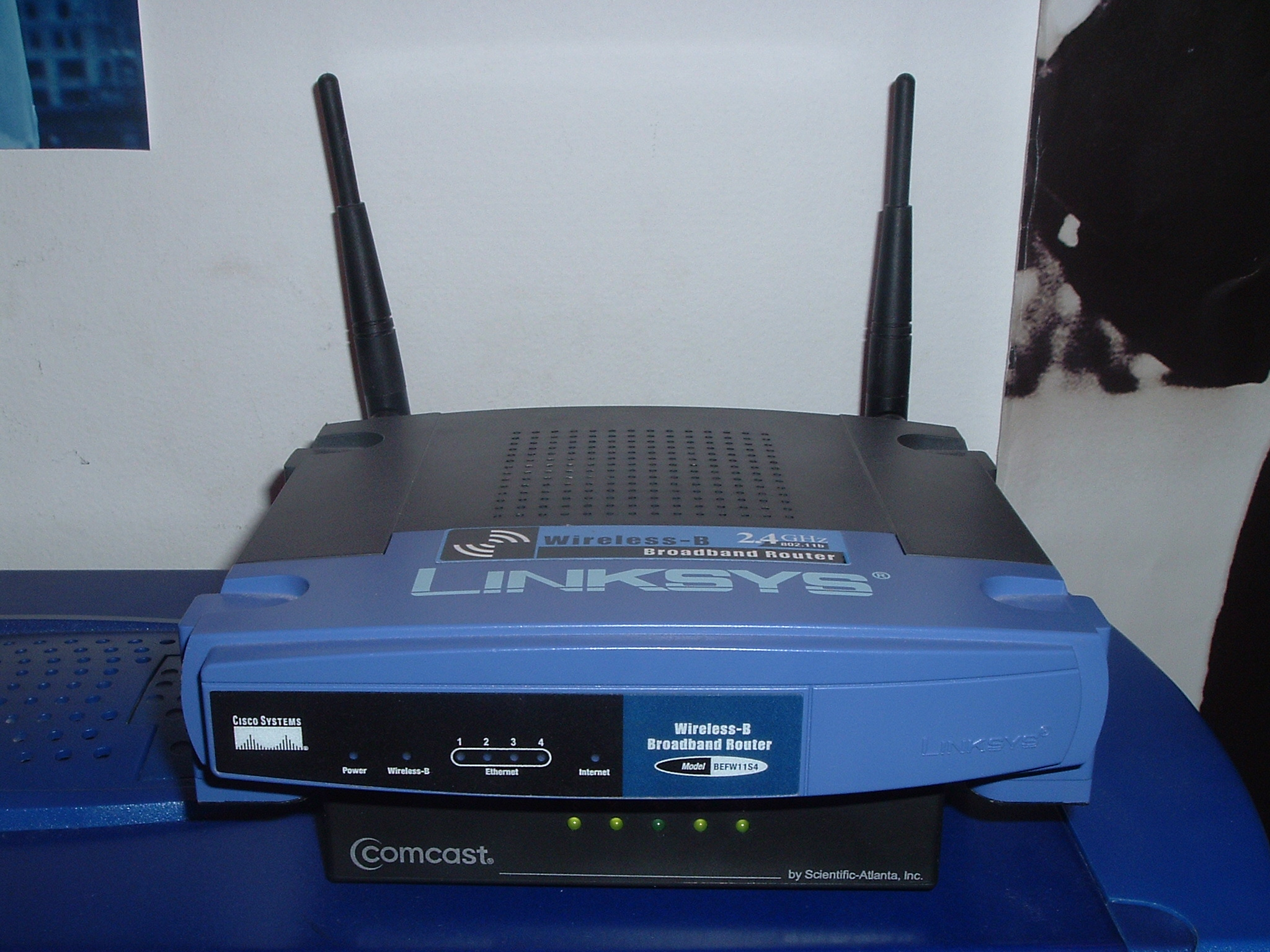
Router inalámbrico 802.11b Linksys con un concentrador de 4 entradas.

### Routers
- BEFSR41
- BEFSX41
- BEFSR81 de ocho puertos.
- WRT54G
- WRT54G2
- Wireless-N:
  - WRT120N
  - WRT150N
  - WRT310N
  - WRT610N
  - E900
  - E1200
  - E2500
  - EA2700
  - EA3500
  - EA4500

### Adaptadores Powerline
Adaptadores Power line communications de Linksys by Cisco proporciona a los consumidores una forma fácil y segura para conectar dispositivos a su red de área local de origen aprovechando su cableado eléctrico existente, eliminando la necesidad de perforar los agujeros y ejecutar cables a través de la pared. Estos productos son: Ethernet-a-Powerline puentes que permitan pasar paquetes de datos IP en Ethernet para ser convertidas en señales que pueden viajar en longitudes de onda no utilizada de un circuito de electrodomésticos. Tecnología HomePlug AV ha sido diseñado en la alineación de red Powerline AV familia para darle las rápidas velocidades de transmisión de hasta 200 Mbit/s y tecnología HomePlug 1.0 Turbo ha sido diseñado en la alineación regular de red Powerline familia para daler una velocidad de hasta 85 Mbit/s. 
La configuración es tan fácil, solo necesita conectar un dispositivo, como una consola de juegos por ejemplo, el adaptador Powerline con un cable Ethernet y el adaptador Powerline a la toma eléctrica en la pared. Utilizando el sistema eléctrico ya existentes en la casa para transmitir los contenidos digitales en toda la casa, usted puede crear conexiones seguras mediante cifrado de 128 bits, con la ayuda del incluido CD de instalación.
Estos son los productos Adaptadores PowerLine que ya están a la venta:
- PLTE200 – Adaptador de red PowerLine
- PLTS200 – Adaptador de red PowerLine de 4 puertos
- PLTK300 – Kit de red PowerLine
- PLE300 – Adaptador de red PowerLine AV
- PLS300 – Adapatador de red PowerLine AV de 4 Puertos
- PLK300 – Kit de red PowerLine AV

### Media Hub

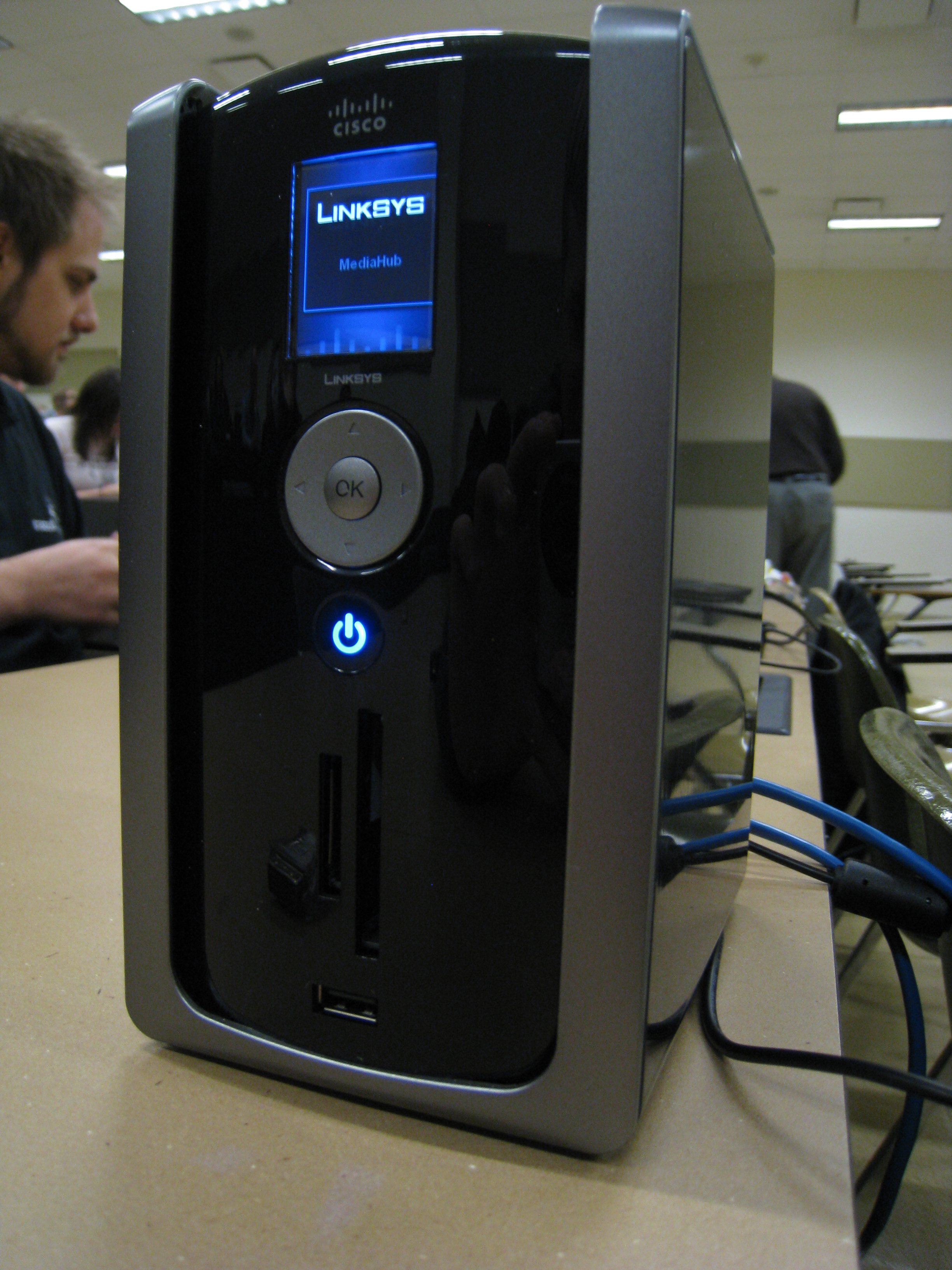
Linksys by Cisco Network Media Hub 400 Series

El Media Hub series 300 y 400 es un dispositivo de almacenamiento conectado a una red local que permite al usuario compartir vídeos digitales, fotos y música a través de la red. Una vez que el Media Hub este conectado a la red, búscara medios que residen dentro de la red y los agregará a una localización centralizada. A través de la interfaz basada en web, usted puede organizar fácilmente y compartir sus medios. Agregación inteligente automáticamente busca, copia y organiza los medios de todos los dispositivos UPnP en su red. El Media Hub también tiene un Media Reader que permite importar fotos directamente desde los compactos dispositivos flash, tarjetas SD y memory stick sin la necesidad de una computadora. Además de un diseño elegante y compacto, el Media Hub posee una gran capacidad para almacenar cientos de horas de vídeo y miles de fotos y canciones. Con un disco duro de 1 TB y la bahía de disco adicional (modelo NMH410), el Media Hub crecerá junto con su colección de medios. La Pantalla LCD a todo color facilita la administración del espacio de almacenamiento. Las opciones de capacidad Media Hub son de 500 GB o 1 TB, con una bahía adicional para agregar otro disco duro.
La intuición del Media Hub viene de la IGU (interfaz gráfica de usuario) que hace las imágenes, música y vídeo fácil de localizar. Se da una visión holística de los medios que se encuentra en la red, independientemente de donde se encuentra el archivo real. Los álbumes son consolidadas con la ayuda del software incluido.